# Līvāni
Līvāni ( výslovnost) je město v Lotyšsku a správní centrum stejnojmenného kraje. V roce 2010 zde žilo 8 934 obyvatel.